# ماورو إسبوزيتو
ماورو إسبوزيتو (بالإيطالية: Mauro Esposito)‏ (مواليد 13 يونيو 1979 في توري دل غريكو - إيطاليا) لاعب كرة قدم إيطالي يلعب حاليا لصالح نادي الدرجة الأولى روما الإيطالي منذ 2007 في مركز الجناح .

## روابط خارجية
- ماورو إسبوزيتو على موقع قاعدة بيانات كرة القدم.إي يو (الإنجليزية)
- ماورو إسبوزيتو على موقع ناشيونال فوتبول تيمز (الإنجليزية)
- ماورو إسبوزيتو على موقع كووورة